# Качан, Яков Иосифович
Яков Иосифович Качан — советский хозяйственный и политический деятель.

## Биография
Родился в 1918 году в Калинковичском районе Гомельской области. Член КПСС.
Окончил Высшую партийную школу при ЦК ВКП(б).
В 1939—1941 гг. — собственный корреспондент «Звязды» в Барановичах.
Участник Великой Отечественной войны: партизанский военный корреспондент газеты «Советская Белоруссия».
В 1949—1959 гг. — заведующий отделом, первый заместитель главного редактора газеты «Советская Белоруссия».
В 1959—1972 гг. — главный редактор республиканского журнала «Коммунист Белоруссии».
В 1972—1988 гг. — руководящий работник аппарата Государственного комитета Белорусской ССР по теле- и радиовещанию.
Избирался депутатом Верховного Совета Белорусской ССР 8-го созыва.
Умер в 2002 году в Минске.

## Награды
- Орден Отечественной войны I степени (30.01.1948)
- Орден Отечественной войны II степени (06.04.1985)
- Орден Трудового Красного Знамени (09.09.1971)
- Орден Знак Почёта (04.05.1962)